# إيملي ويستوود
إيملي ويستوود (بالإنجليزية: Emily Westwood)‏ هي لاعبة كرة الريشة بريطانية، ولدت في 4 أغسطس 1993 في هيميل هيمبستيد ‏ في المملكة المتحدة.

## وصلات خارجية
- إيملي ويستوود على موقع BWF.tournamentsoftware.com (الإنجليزية)
- إيملي ويستوود على موقع BWFbadminton.com (الإنجليزية)